# Plexippus andamanensis
Plexippus andamanensis là một loài nhện trong họ Salticidae.
Loài này thuộc chi Plexippus. Plexippus andamanensis được Benoy Krishna Tikader miêu tả năm 1977.